# 甲仙庄
甲仙庄為臺灣日治時期1920年至1945年間存在之行政區，轄屬高雄州旗山郡。今高雄市甲仙區。1934年時有人口2,596人。

## 行政區劃
甲仙地區在清代屬楠梓仙溪東里，在1897年5月隸屬於臺南縣蕃薯藔辨務署。1900年11月15日，甲仙地區分為蕃薯藔辨務署「阿里關區」。1901年11月11日，臺灣的行政區劃改為二十廳，楠梓仙溪東里隸屬於「蕃薯藔廳山杉林支廳」。1904年2月16日，蕃薯藔廳施行街庄整併，並分為12區。1906年2月15日，山杉林支廳遷至阿里關庄甲仙埔，並改稱為「阿里關支廳」。甲仙地區在此時期的劃分如下：
- 阿里關區
  - 楠梓仙溪東里：阿里關庄、大邱園庄[4]

1909年10月25日，臺灣的行政區劃改為十二廳，蕃薯藔廳因此廢止，被併入阿緱廳，而阿里關支廳改稱「甲仙埔支廳」。1910年1月18日，阿里關區改為「甲仙區」。1920年10月1日，原堡里鄉澚之行政區廢除，街庄社改為大字；並以阿里山山脈的一支分水嶺為界，將阿里關庄分為東阿里關、西阿里關，大邱園庄分為東大邱園、西大邱園；西阿里關、西大邱園併入台南州新化郡南化庄，東阿里關、東大邱園合併為高雄州旗山郡甲仙庄，轄域內分為轄域內分為東阿里關、東大邱園等2個大字。
二戰後，甲仙庄改為高雄縣旗山區甲仙鄉。
| 1904年       | 1904年   | 1904年                                                 | 1904年     | 1920年 | 1920年   | 現在   |
| 堡里         | 區       | 原街庄                                                 | 合併後街庄 | 街庄   | 大字     | 鄉鎮   |
| ------------ | -------- | ------------------------------------------------------ | ---------- | ------ | -------- | ------ |
| 楠梓仙溪東里 | 阿里關區 | 甲仙埔庄、四社藔庄、姜黃埔庄、阿里關庄                 | 阿里關庄   | 甲仙庄 | 東阿里關 | 甲仙區 |
| 楠梓仙溪東里 | 阿里關區 | 甲仙埔庄、四社藔庄、姜黃埔庄、阿里關庄                 | 阿里關庄   | 南化庄 | 西阿里關 | 南化區 |
| 楠梓仙溪東里 | 阿里關區 | 匏仔藔庄、大邱園庄、芎蕉腳庄、頂公館庄、溪東庄、平林庄 | 大邱園庄   | 甲仙庄 | 東大邱園 | 甲仙區 |
| 楠梓仙溪東里 | 阿里關區 | 匏仔藔庄、大邱園庄、芎蕉腳庄、頂公館庄、溪東庄、平林庄 | 大邱園庄   | 南化庄 | 西大邱園 | 南化區 |

## 區、庄長
- 甲仙埔區長
  - 黃旺：1910~1911年
  - 劉龍秋：1912~1915年
  - 謝安：1916年
  - 王友明 ：1917~1918年
  - 董萬成：1919年
  - 謝安：1920年
- 甲仙庄長
  - 翁朝：1920~1935年
  - 佐田雪馬：1936~1945年[9]

## 設施
- 甲仙庄役場
- 臺灣總督府專賣局屏東支局甲仙製腦監督所
- 臺灣總督府殖產局甲仙樟林作業所
- 旗山郵便局甲仙出張所
- 甲仙尋常小學校（東阿里關451番地，1941年廢校[10]）
- 甲仙公學校→甲仙國民學校（今甲仙國小）
  - 東阿里關分教場（中興國小，2004年廢校）
  - 小林分教場（今小林國小）